# You Only Live Once
You Only Live Once är en låt av det amerikanska deathcore-bandet Suicide Silence. Låten släpptes som den andra singeln från studioalbumet The Black Crown, utgivet 2011. Texten är skriven av sångaren Mitch Lucker och musiken är komponerad av hela bandet. En strof lyder: "You only live one life / For a very short time / So make every second divine".
I musikvideon till låten musicerar bandet på en skjutbana och utgör mänskliga måltavlor. En rad personer skjuter mot bandet med bland annat pistoler, kulsprutepistoler, hagelgevär, armborst och till sist raketkastare. Trots den skada bandmedlemmarna ådrar sig lyckas de spela låten ända till slutet.

## Medverkande
- Mitch Lucker – sång
- Mark Heylmun – sologitarr
- Daniel Kenny – elbas
- Christopher Garza – kompgitarr
- Alex Lopez – trummor